# هاري رايت (سياسي)
هاري رايت هو سياسي كندي، ولد في 11 سبتمبر 1875.